# Kanton Montlhéry
Der Kanton Montlhéry war von 1967 bis 2015 ein französischer Wahlkreis im Arrondissement Palaiseau, im Département Essonne und in der Region Île-de-France; sein Hauptort war Montlhéry. Vertreter im Generalrat des Départements war zuletzt Jérôme Cauët (PS).
Der sieben Gemeinden umfassende Kanton Montlhéry war 47,57 km² groß und hatte 38.655 Einwohner (Stand: 2006).

## Gemeinden
| Gemeinde                 | Einwohner Jahr | Fläche km² | Bevölkerungsdichte | Code INSEE | Postleitzahl |
| ------------------------ | -------------- | ---------- | ------------------ | ---------- | ------------ |
| Linas                    | 6.707 (2013)   | 7,51       | 893 Einw./km²      | 91339      | 91310        |
| Longpont-sur-Orge        | 6.594 (2013)   | 5,05       | 1306 Einw./km²     | 91347      | 91310        |
| Marcoussis               | 8.111 (2013)   | 16,8       | 483 Einw./km²      | 91363      | 91460        |
| Montlhéry                | 7.384 (2013)   | 3,28       | 2251 Einw./km²     | 91425      | 91310        |
| Nozay                    | 4.778 (2013)   | 7,34       | 651 Einw./km²      | 91458      | 91620        |
| Saint-Jean-de-Beauregard | 289 (2013)     | 3,97       | 73 Einw./km²       | 91560      | 91940        |
| La Ville-du-Bois         | 7.222 (2013)   | 3,62       | 1995 Einw./km²     | 91665      | 91620        |

## Bevölkerungsentwicklung
| 1962   | 1968   | 1975   | 1982   | 1990   | 1999   | 2006   |
| ------ | ------ | ------ | ------ | ------ | ------ | ------ |
| 11.042 | 13.387 | 19.122 | 23.943 | 28.754 | 34.174 | 38.655 |